# 太錫鐵路
太锡铁路为中国大陸河北省张家口市境内京张城际铁路崇礼支线太子城站至内蒙古自治区锡林浩特站的区域性干线铁路，是锡林郭勒盟、张家口北部地区与首都北京及自治区首府呼和浩特间的快速客运通道，也是实现京津冀西北生态发展带与锡林郭勒盟旅游产业融合发展的重要交通基础设施。其中太锡铁路太子城至崇礼段更是保障2022年冬奥会崇礼赛区赛事顺利举办的重要基础设施。其中太子城至崇礼段于2022年1月6日正式通车。

## 概况
太锡铁路全长线路全长392.206km，其中新建线路长151.366km，既有线电化240.840km，其中张家口市境内线路长132.070km、锡林郭勒盟境内长260.136km；太子城至黑城子段新建线路桥梁总长10.596km/19座、隧道总长38.596km/10座，桥隧比例32.26%，黑城子至锡林浩特段既有线桥梁总长3.149km/12座，桥梁比例 1.31%；列车速度目标值太子城至黑城子为160公里/小时，黑城子至锡林浩特为120公里/小时，铁路等级为国铁I级。太錫鐵路南端始自河北省张家口市境内京張城際鐵路崇禮支線太子城站，经宣化县、崇礼县、塞北管理区、沽源县进入内蒙古自治区正蓝旗，其後沿現有锡多铁路改造，終點止于锡林浩特站。太锡铁路太子城至正蓝旗段不承担货运功能，仅开行动车组客车，正蓝旗至锡林浩特段利用既有锡多铁路，是以货物运输为主、兼顾客运功能的重要煤炭运输通道。太子城至锡林浩特铁路崇礼（不含）至锡林浩特段概算总额 1149763.58万元，施工总工期按3.5年（含联调联试）计划。

## 历史
2009年10月16日，项目业主河北集通正蓝张铁路有限责任公司成立。出资方为内蒙古集通铁路（集团）有限责任公司出资40%、张家口通泰高速公路集团有限公司出资20%、其余冀中能源峰峰集团有限公司、大唐国际发电股份有限公司、北方联合电力有限责任公司、金牛能源各出资10%，注册资本20亿元。蓝张铁路项目计划于2010年4月正式开工，该项目总投资估算为82.3亿元，总工期为3年。
2010年9月26日，一期工程正蓝旗至黑城子段铁路开工建设，线路长36.241公里，投资49685万元，原计划2011年11月完工并投入试运行。2014年夏具备通车条件。
二期工程黑城子至张家口，全长191.743km，其中锡盟境内正线长度10.671km，河北省境内正线长度181.072km，总投资75亿元，锡盟境内投资约1.6亿元。2014年2月27日，张家口市人民政府原则同意蓝张铁路黑城子站至张家口段张家口地区在沙岭子站西端接轨方案。9月3日，国家发展改革委批复正蓝旗至张家口铁路黑城子至张家口段工程项目核准。
2015年6月30日，蓝张线正蓝旗至黑城子段开办货物运输业务。
2019年為配合張家口作為2022年冬季奧運之重要賽區，張家口市推動太錫鐵路項目建設，包含建成藍張鐵路與錫多鐵路電氣化改造，其中太子城至崇禮段作為2022年北京冬奧會配套工程。
2020年9月27日，中华人民共和国国家发展和改革委员会批复太錫鐵路可行性研究报告。
2021年1月26日，太锡铁路太子城至崇禮段之崇礼隧道2号斜井正洞与3号斜井正洞顺利贯通，标志着太崇段历经317天建设实现全线贯通，较计划工期提前4个月。7月16日，太子城至崇礼段无砟轨道浇筑完成；7月20日，开始铺轨。
2022年1月6日，太锡铁路太子城至崇礼段正式开通。6月13日，生态环境部正式批复太锡铁路环境影响报告书。9月，国铁集团、内蒙古自治区、河北省人民政府联合批复太子城至锡林浩特铁路崇礼至锡林浩特段初步设计。11月4日，太子城至锡林浩特铁路项目建设动员大会在锡林浩特举行。12月8日，内蒙古段全面开工。
2023年5月29日，太锡铁路内蒙古段开始接触网架线施工。7月27日，太锡铁路改造工程顺利完成首个车站灰腾梁站的施工任务。11月17日，锡林浩特至正蓝旗区间接触网成功送电。11月21日，锡林浩特至正蓝旗段开始动态检测。12月18日，正蓝旗至锡林浩特段电气化开通使用。
2024年4月10日，太锡铁路河北段全面开工。
为配合太锡铁路建成后开行动力集中型动车组，崇礼站将2025年5月8日起停运改造，预计6月29日完成。